# کفتار راه‌راه
کفتار راه‌راه (نام علمی: Hyaena hyaena) گونه‌ای از خانواده کفتارها است که در شمال و شرق آفریقا، قفقاز، آسیای میانه، غرب آسیا و جنوب آسیا زندگی می‌کند. کفتار راه‌راه تنها کفتاری است که در خارج از آفریقا هم زندگی می‌کند.
این جانور با توجه به کاهش جمعیت جهانیش به کمتر از ده هزار کفتار بالغ، و کاهش جمعیت طعمه‌هایش در درجه حفاظتی در مرز تهدید قرار گرفته‌است.
کفتار راه‌راه در وهله اول لاشه‌خوار است اما برخی از آن‌ها به شکار نیز می‌پردازند. این جانور تک‌همسر است و نر و ماده هر دو در پرورش توله‌ها مشارکت دارند.
کفتار راه‌راه جانوری شب‌گرد است و تنها در تاریکی کامل خود را نمایان می‌کند و قبل از طلوع خورشید هم به پناهگاهش بازمی‌گردد. این جانور هنگام مواجهه با خطر ممکن است خود را به مردن بزند و به همین جهت به ترسویی مشهور است. با این حال مشاهده شده که در مقابل درندگان بزرگ‌تر از خود همچون پلنگ بر سر طعمه و غذا درگیر شده و از خود دفاع کرده‌است.
در فرهنگ عامه خاورمیانه و آسیا ویژگی‌های خاصی به کفتار راه‌راه نسبت داده می‌شود و در برخی از مناطق اعضای بدن آن دارای قدرت جادویی در نظر گرفته می‌شود؛ و همچنین در کتاب مقدس عبری با نام‌های «تزبوآ» یا «زِوآ» به آن اشاره شده‌است گرچه در بعضی از ترجمه‌های انگلیسی این کتاب وجود ندارد.

## فرگشت
این گونه ممکن است از کفتار ناماکوانسین (Hyaena namaquensis) از پلیوسن آفریقا فرگشت یافته باشد. سنگواره کفتار راه‌راه در آفریقا به وفور یافت می‌شود یا شواهدی مبنی بر سابقه رفتن به آنجا به عنوان مهاجرت وجود دارد؛ ولی در مناطق مدیترانه سنگواره‌ای از کفتار راه‌راه وجود ندارد. این مسئله می‌تواند نشانه دیرتر رفتن کفتار راه‌راه به عنوان یک گونه مهاجم نسبت به سایر گونه‌های بومی آفریقا به اوراسیا است. این گونه احتمالاً پس از انقراض کفتارهای خال‌دار بومی آسیا پس از پایان آخرین عصر یخبندان توانست در این قاره گسترده شود. کفتارهای راه‌راه در عهد پلیستوسن بومی اروپا هم بودند؛ و به خصوص در فرانسه و آلمان حضور داشتند. همچنین این کفتارها در مونتمائورین فرانسه، هولابرون اتریش، کو فورنینهای پرتغال و کوز گنیستای جبل الطارق می‌زیسته‌اند.
کفتار راه‌راه اروپایی مشابه نمونه امروزی ولی بزرگ‌تر بود و در حالت مقایسه‌ای شبیه کفتار قهوه‌ای بوده‌است.

## توصیف
این جانور یک گوشت‌خوار متوسط‌جثه با سری نسبتاً بزرگ است که قسمت جلویی بدنش بسیار پرقدرت‌تر از قسمت پایانی آن است. پاهایی بلند با چهار انگشت در هر پا دارد. وزن آن حدود ۳۵ تا ۴۵ کیلوگرم است. موهای بلندی دارد که در تابستان کوتاه‌تر از زمستان است. رنگ آن‌ها در بغل، پاها، و پشت سفید-خاکستری مایل به قهوه‌ای کمرنگ با نوارهای متقاطع سیاه است. این نوارهای سیاه در زمان خشم یا ترس جانور در قسمت گردن و پشت سیخ‌سیخ شده و ظاهری بزرگ‌تر و ترسناک‌تر به جانور می‌دهند. دم آن‌ها حدود ۴۰ سانتی‌متر طول دارد و به رنگ سیاه و خاکستری است و در برخوردهای اجتماعی با کفتارهای دیگر بلند می‌شود. نرها و ماده‌ها ظاهری شبیه به هم دارند هرچند نرها کمی بزرگ‌ترند. کفتارها با این که از نظر ظاهری تا حدی به سگ‌ها شباهت دارند اما از نظر روابط خویشاوندی به گربه‌ایان نزدیک‌ترند.

## بوم‌شناسی
کفتار راه‌راه معمولاً در غارهای طبیعی کنام دارد و معمولاً آن‌ها را بزرگ‌تر می‌کند، به‌طوری‌که گاهی از چند قسمت تشکیل شود. در صورتی که غار طبیعی در محیط پیدا نشود، پناهگاه جانوران دیگری چون گورکن و تشی را اشغال می‌کند. گاهی نیز در معدن‌های متروکه و غارهای انسان ساز ساکن می‌شود. با توجه به اینکه کفتارها غذای خود را در لانه‌شان جمع می‌کنند، لانه‌های آن‌ها ارزش باستان‌شناسی زیادی دارد و بسیاری از اوقات نشانه‌هایی از حیات وحش حاضر در محل در دوره‌های زندگی انسان در یک منطقه را در آن‌ها می‌توان مشاهده کرد.
کفتار راه‌راه همه‌چیزخوار است اما مهم‌ترین قابلیت آن شکستن استخوان‌های بزرگ برای بیرون کشیدن مغز استخوان است. بیشتر به عنوان لاشه‌خوار شناخته می‌شوند و از طعمه‌های گوشت‌خواران بزرگ‌تر یا لاشه جانوران اهلی و وحشی مرده تغذیه می‌کنند. در عین حال قابلیت شکار جانوران کوچک مثل لاک‌پشت، تشی، و خرگوش صحرایی را هم دارند و گاهی از حشرات هم تغذیه می‌کنند. گاه دیده شده که کفتارهای راه‌راه به جانوران بزرگ‌تر زخمی به ویژه دام‌های جوان اهلی حمله‌ور شده و آن را شکار کرده‌اند. در نواحی ساحلی این کفتارها از بی‌مهرگان دریایی هم تغذیه می‌کنند و لاشه آبزیان مردهٔ به ساحل نشسته را هم می‌خورند. کفتار راه‌راه همچنین بخش قابل توجهی از جیره غذایی خود را به گیاهان اختصاص می‌دهد و مشتاق محصولات کشاورزی به ویژه خرما، صیفی‌جات و میوه‌ها است. معروف است که کفتارها گورهای کم‌عمق را هم برای خوردن اجساد باز می‌کنند و مدارکی هم در این زمینه وجود دارد و استخوان‌های انسان در لانه‌های آن‌ها پیدا شده‌است.

### روابط با درندگان دیگر
کفتارهای راه‌راه رقیب گرگ خاکستری در فلسطین و آسیای میانه محسوب می‌شوند. در آسیای میانه بیشتر جیرهٔ غذایی کفتارها از لاشه‌های شکارهای گرگ تأمین می‌شود. در نبردهای یک بر یک کفتار راه‌راه بر گرگ برتری دارد اما گرگ‌ها به‌طور جمعی می‌توانند کفتار را از لاشه‌اش برانند. هر دو جانور در موارد اتفاقی کنام خود را با دیگری تقسیم می‌کنند. روباه‌های قرمز و شغال‌های زرد هم ممکن است بر سر لاشه‌های بزرگ با کفتارها رقابت کنند. ممکن است آنها به کفتار برای دسترسی به قسمت‌های بازنشده لاشه راه بدهند چرا که دندان‌های پرقدرت کفتار توان بازکردن گوشت‌هایی را دارد که برای روباه و شغال بسیار دشوار است. آنها با استفاده از اندازه کوچک و چابکی بالای خود می‌توانند مزاحم کفتارها شده و خود را از حملات او دور نگه دارند. گاهی وقتی حتی غذایی در کار نیست روباه‌ها و شغال‌ها به آزار کفتارها اقدام می‌کنند و برخی از آن‌ها نیز جان خود را در این راه از دست می‌دهند.

## زیستگاه
کفتارهای راه‌راه در شمال آفریقا و جنوب غرب آسیا زندگی می‌کنند این در حالیست که هر سه نوع کفتار دیگر یعنی کفتار خال‌دار، کفتار قهوه‌ای و گرگ خاکی فقط بومی آفریقا هستند. محدوده زیستگاهی کفتارهای راه‌راه در آسیا از شبه‌جزیره عربستان به سوی ایران، افغانستان، بلوچستان و از آسیای صغیر به سوی جنوب آسیای میانه امتداد پیدا می‌کند. در ایران در بخش‌های مختلف کشور دیده می‌شوند اما در مجموع در سواحل خلیج فارس جمعیت بیشتری دارند و در بخش‌های شمالی کشور کمتر دیده می‌شوند.
در دوره‌های پیشاتاریخ کفتار خال‌دار نیز در خاورمیانه و بخش‌های دیگر اوراسیا زندگی می‌کرد که نسل آن امروزه در این مناطق منقرض و به آفریقا محدود شده‌است. از حدود ۳ میلیون سال پیش تا نیم میلیون سال پیش یک گونه بسیار بزرگ‌تر و اکنون فرومردهٔ (منقرض شده) کفتار با نام کفتار کوتاه‌چهره غول‌پیکر (Pachycrocuta brevirostris) هم از گوشت‌خواران بزرگ‌جثه اوراسیا بود.
تاریخ طبیعی این جانور در ایران مطالعه نشده و هر چه دربارهٔ کفتارهای راه‌راه آسیایی دانسته شده حاصل تحقیقات در مورد کفتارهای اسرائیلی و شوروی است اما می‌توان گفت گستره سکونتگاه‌های این حیوان در ایران وسیع بوده و می‌توان آن را در اکثر نقاط ایران یافت.

## رابطه با انسان
در بسیاری از مناطق مردم از کفتارها می‌ترسند هرچند مدارک قابل اعتماد ناچیزی از حمله آن‌ها به انسان موجود است، با این حال در ادبیات محلی داستان‌های زیادی در مورد کشتن انسان‌ها توسط کفتار به چشم می‌خورد. اما در حقیقت کفتارها عموماً از تماس با انسان می‌ترسند و حتی در مواقعی که مورد حمله قرار گرفته باشند به ندرت دیده شده که برای گاز گرفتن مهاجم تلاش کنند. هرینگتون گزارش داده که زمانی در شرق ایران یکی از تفریحات رایج شکار کفتار با دست خالی بوده؛ به این صورت که چند مرد به غار کفتارها رفته و پس از یک درگیری مختصر که شامل غرش‌های متقابل مردان و کفتارها می‌شده، کفتارها طناب‌پیچ در اختیار شکارچیان قرار می‌گرفته‌اند.
کفتار راه‌راه همچنین گاه رام‌شده و به عنوان جانور خانگی نگهداری می‌شود. در مصر باستان از آن‌ها برای شکار جانور دیگر هم استفاده می‌شد. آزبرن و هلمی از خوردن گوشت کفتار در شبه‌جزیره عربستان و شمال آفریقا تا زمان حاضر خبر داده‌اند و اعضای مختلف بدن آن‌ها هم به عنوان طلسم و درمان‌های پزشکی قدیمی استفاده می‌شده‌است.
امروزه تهدید اصلی علیه کفتارها تصادفات جاده‌ای است چرا که آن‌ها شب‌هنگام برای خوردن کشته‌های تصادفات جاده‌ای به خیابان می‌آیند، تیراندازی و مسموم‌سازی آن‌ها و همچنین مصرف زباله‌های حاوی مواد شیمیایی سمی از دیگر خطرات موجود بر سر راه این جانور است.